# Rune Jarstein
Rune Almenning Jarstein (* 29. září 1984, Porsgrunn, Norsko) je norský fotbalový brankář a reprezentant.
Mimo Norsko působil na klubové úrovni v Německu.

## Reprezentační kariéra
V A-mužstvu Norska debutoval 22. 8. 2007 v přátelském utkání v Oslu proti týmu Argentiny (výhra 2:1).